# Эталонная реализация
Эталонная реализация (от англ. reference implementation) (реже используется образец реализации (sample implementation) или модель реализации (model implementation)) — реализация программного обеспечения, точно соответствующая спецификации некоторого стандарта (например, сетевого протокола, алгоритма кодирования или языка программирования) либо созданная для демонстрации этой спецификации в действии.
Цели создания эталонной реализации:
- доказать реализуемость и адекватность задачи предлагаемого стандарта;
- предоставить пример для сравнения с последующими реализациями, внесения изменений и дополнений;
- выявить и исправить недостатки изначальной спецификации.

Нижеследующий пример демонстрирует такую спецификацию:
Эталонная реализация есть, вообще говоря, реализация спецификации, используемая в качестве определенной интерпретации данной спецификации.  В процессе разработки ... соответствующего тестового пакета необходима по крайней мере одна относительно надежная реализация каждого интерфейса для (1) обнаружения ошибок и двусмысленностей в самой спецификации, и (2) проверки корректности функционирования самого тестового пакета.
Характеристики Эталонной Реализации: (1) Разработана одновременно со спецификацией и тестовым пакетом; (2) Демонстрирует, что спецификация реализуема; (3) Служит образцом при тестировании других реализаций тестовым пакетом; (4) Служит «Золотым стандартом» при измерении других реализаций; (5) Улучшает наглядность спецификации, когда специально подготовленные тесты не подходят.
Эталонная реализация может как служить, так и не служить эталоном качества продукта. Например, эталонная реализация стандарта MP3 от организации Fraunhofer обычно не выдерживает никакого сравнения с другими реализациями, как например, LAME, в тестах на прослушивание, которые направлены на определение качества звука.
Эталонная реализация может как быть промышленно применимым продуктом (BIND, ISC DHCPD), так и служить чистым «доказательством концепции».
Эталонные реализации также могут быть запрещены для коммерческого использования лицензионным соглашением. Например, сервер приложений GlassFish Server Open Source Edition в учебной литературе упоминается как один из наилучших продуктов для Java EE. Однако он не может быть лицензирован для производственных целей.